# Морита, Дзюнго
Дзюнго Морита (яп. 森田　淳悟 Морита Дзюнго, родился 9 августа 1947 года в Китами) — японский волейболист, чемпион Олимпийских игр 1972 года в Мюнхене и серебряный призёр Олимпийских игр в Мехико. В 2003 году был включён в Волейбольный Зал славы. Играл на позиции центрального блокирующего.

## Биография
Выпускник Японского университета спортивной науки. В сборной дебютировал в 1966 году, став одним из ключевых игроков основного состава сборной Японии. Дебютировал на чемпионате мира в Чехословакии, где Япония заняла 5-е место; в 1966 и 1970 годах на Азиатских играх завоевал золото. Также завоёвывал золотую медаль на Универсиаде в Токио в 1967 году, бронзу на чемпионате мира в 1970 году; на кубках мира у него есть серебро 1969 и 1977 годов.
Был довольно быстрым и мобильным игроком с отменной реакцией, обладал отличным боковым движением и наносил неплохой удар. За свою мобильность и способность нанести неожиданный удар или выставить резкий блок от тренера получил прозвище «Пулемёт». В историю волейбола вошёл не только как чемпион Олимпийских игр по волейболу, но и как автор уникального удара, названного в его честь — «морита». Суть удара заключается в том, что игрок якобы разбегается на взлёт, после чего выдерживает паузу и мощно бьёт по опускающемуся блоку. Впервые такой удар Дзюнго показал на играх в Мюнхене.
После карьеры игрока он стал профессором в Японском Университете Спорта и Науки. В настоящий момент он является председателем Японской ассоциации волейбола. Международной федерацией волейбола был награждён специальным призом в категории «Лучший волейболист XX века».